# Niederer Tauern
Der Niedere Tauern (auch Mallnitzer Tauern oder Naßfelder Tauern) ist ein hochalpiner Gebirgspass in den Hohen Tauern, der auf 2414 m ü. A. das Gasteiner Naßfeld in Salzburg mit dem Mallnitzer Tauerntal (ein Ursprungstal des Mallnitztales) in Kärnten verbindet. Gemeinsam mit dem Korntauern wird er zu den Gasteiner Tauern zusammengefasst, die in den Quellen oft nicht trennbar sind. Gemeinsam bildeten sie eine wichtige Alpenquerung mindestens seit der Römerzeit, bis sich ihre Bedeutung im 18. Jahrhundert durch vorteilhaftere Alternativstrecken verlor. Heute führt über den Pass ein Wanderweg, und auf der Passhöhe liegt die Hagener Hütte, ein alpines Schutzhaus. Die Bezeichnung Niederer Tauern ergibt sich in Abgrenzung zum höheren Korntauern.

## Lage
Der Niedere Tauern liegt etwas westlich des heutigen Eisenbahn-Tauerntunnels und rund sieben Kilometer westlich des Korntauerns. Er trennt die Goldberggruppe im Westen von der Ankogelgruppe im Osten. Die Hagener Hütte liegt etwas oberhalb der Einsattelung des Passes auf 2448 m. Knapp unterhalb des Passes auf Kärntner Seite und einer Höhe von 2388 m liegt das denkmalgeschützte Mallnitzer Tauernhaus (Listeneintrag).

## Geschichte

### Frühgeschichte und Antike
Sowohl der Niedere Tauern als auch der Korntauern wurden schon in prähistorischer Zeit genutzt. Zur Römerzeit bestand ein fahrbarer Zubringer über den Mallnitzer Tauern zum Bockhart und den Minen des Silberpfennigs, der jedoch für den Durchgangsverkehr eine Sackgasse darstellte. Der Übergang über den Niederen Tauern verlor jedoch immer mehr an Bedeutung, der besser ausgebaute Übergang über den Hohen Tauern behielt sie aber noch bis hinein in die Neuzeit.

### Der Pass in der Neuzeit
Spätestens ab dem späten Mittelalter entwickelte sich über beide Pässe ein reger Saumverkehr. Auch wenn die zeitgenössischen Urkunden unterschiedliche Aussagen machen, erscheint es doch wahrscheinlich, dass zumindest einer der beiden Pässe im Winter offen gehalten wurde.
Der Niedere Tauern war im 16. Jahrhundert besonders wichtig für den Bleihandel, hier wurde Blei aus Slowenien und sogar Siebenbürgen in Richtung Deutschland transportiert. Im 18. Jahrhundert war ähnlich wie am Korntauern, wenn überhaupt, nur noch die Branntweinsäumung nennenswert.